# Бакальская коса
Бака́льская коса́ (укр. Бакальська коса, крымскотат. Baqqal beli, Бакъал бели) — коса на северо-западе Крымского полуострова. Коса на летний сезон является одним из мест рекреации Северо-Западного Крыма, в том числе Раздольненского района. На территории косы расположен ландшафтно-рекреационный парк «Бакальская коса», созданный в 2000 году. Летом 2010 года северная оконечность косы из-за антропогенной и гидрогенной деятельности превратилась в остров (с прежней крайней точкой косы мыс Песчаный), разделённый проливом.

## География
Коса вытянутая с юго-востока на северо-запад и глубоко выдающаяся в акваторию Каркинитского залива Чёрного моря. Расположена между Бакальским озером и Бакальской бухтой, затем на севере сужается и переходит в мыс Песчаный с расширением суши, где расположен маяк (ныне недействующий).
Длина — около 12 км, из которых около 5 км глубоко выдаются в акваторию Чёрного моря.
Наивысшая точка — 1,3 м.
Береговая линия пологая.
По косе проходит только одна дорога (местного значения) с твёрдым покрытием (асфальт) от села Стерегущее до суженого участка на севере.
Рельеф низменный, с несколькими небольшими озёрами и солончаками.

### Современное состояние

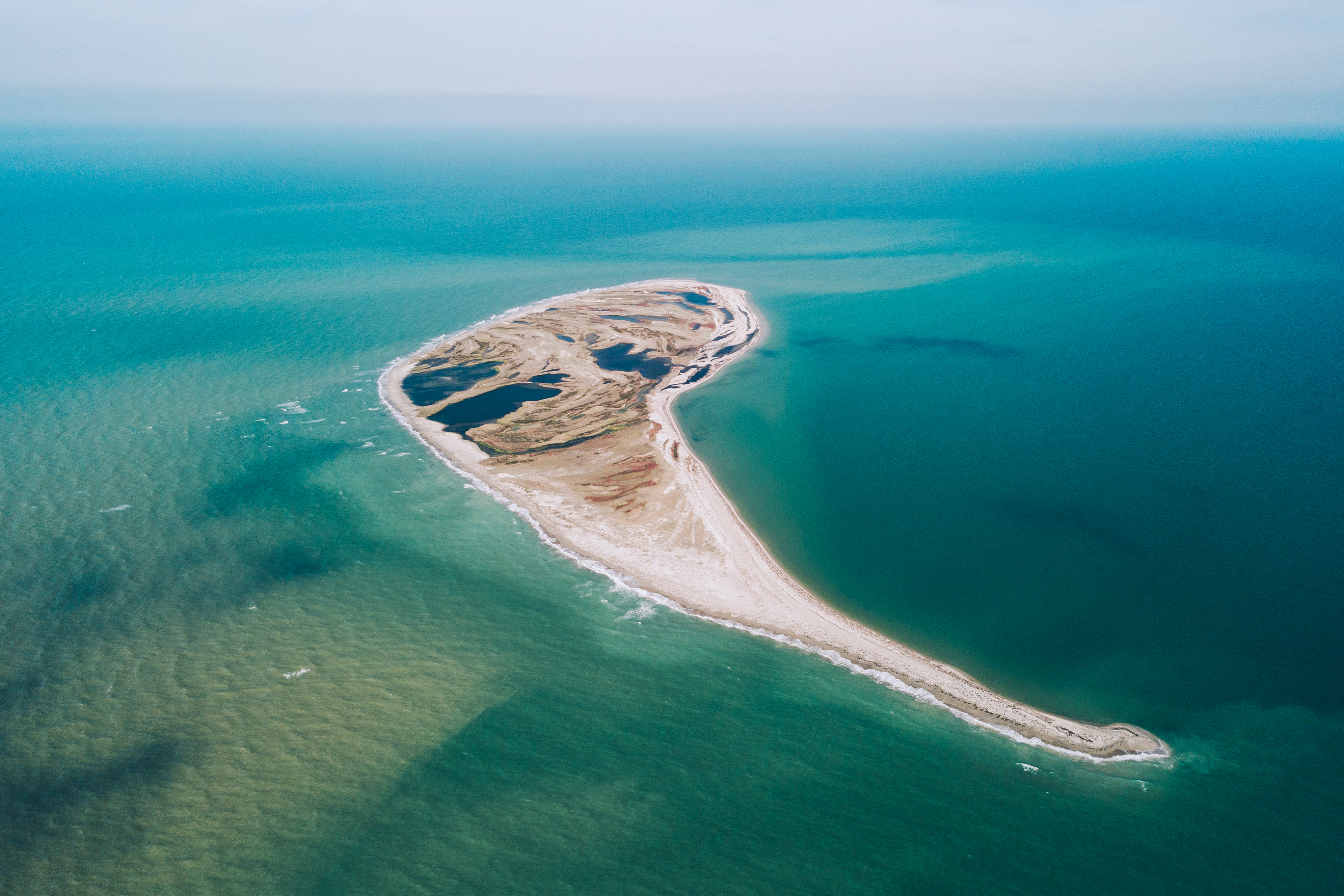
В начале 2010-х северная оконечность косы превратилась в остров

В октябре 2008 года компания «Экоюжгеоразведка» начала добычу песка в Бакальской банке, не имея на это разрешительных документов. Уже в апреле 2009 это привело к образованию промоины между основным телом косы и мысом Песчаный. В 2012 против «Экоюжгеоразведки» было возбуждено уголовное дело по факту незаконной добычи песка. В 2015 году, подделав разрешительные документы, «Экоюжгеоразведка» возобновила добычу до апреля 2018 года. Добыча песка на Бакальской банке в промышленных масштабах продолжалась около трех лет в период 2015—2018 годов. До тех пор, пока Росприроднадзор в 2020 году внепланово не проверил предприятие «Экоюжгеоразведка», добыча песка после 2018 года велась незаконно. Юридическому лицу вручили протокол о запрете деятельности, а документы на приостановку работ направлены в суд. Добыча песка прекратилась 13 марта 2020 года.
Деятельность компании «Экоюжгеоразведка» привела к разрушению Бакальской косы, гниению берега в Бакальской бухте, нанеся огромный ущерб экосистеме Каркинитского залива.

## Население
У южной оконечности косы расположен ближайший населённый пункт — село Стерегущее.